# شیپ
شیپ یا تاس‌ماهی خاردار یا تاس‌ماهی شکم‌لخت (نام علمی: Acipenser nudiventris) نام یک گونه از تیره ماهیان خاویاری است.
زینب زارعی